# تريمل داردن
تريمل داردن (بالإنجليزية: Tremmell Darden)‏ مواليد 17 نوفمبر 1981 في إنغليووود، هو لاعب كرة سلة أمريكي. بدأ مسيرته الاحترافية في سنة 2004. يلعب مع بالاكانسترو كانتو في ليغا باسكيت الدرجة الأولى. يحمل الرقم 21. يبلغ طوله 6 قدم 5 بوصة (2.0 م).

## المسيرة الاحترافية
لعب مع إردميرسبور في موسم 2004–2005، ثم لعب مع سبيرو شارلوروا من سنة 2006 إلى 2008، ثم لعب مع ستراسبورغ أي جي في الدوري الفرنسي في موسم 2009–10 LNB season، ثم لعب مع نانسي باسكت في موسم 2010–11 LNB season، ثم لعب مع بالونكيستو مالقا في الدوري الإسباني في موسم 2011–12 ، ثم لعب مع زالغيريس لكرة السلة في موسم 2012–2013، ثم لعب مع ريال مدريد لكرة السلة في الدوري الإسباني في موسم 2013–2014، ثم لعب مع أولمبياكوس في موسم 2014–2015.

## إحصائيات المسيرة

### الدوري الأوروبي
| السنة   | الفريق                     | لعب | بدأ | دقيقة | ميداني% | ثلاثية | حرة  | ارتداد | صنع | استلاب | تصدي | نقطة | أداء |
| ------- | -------------------------- | --- | --- | ----- | ------- | ------ | ---- | ------ | --- | ------ | ---- | ---- | ---- |
| 2011–12 | بالونكيستو مالقا           | 10  | 10  | 26.4  | .429    | .333   | .783 | 3.5    | .8  | .3     | .9   | 8.3  | 7.2  |
| 2012–13 | زالغيريس لكرة السلة        | 20  | 19  | 24.2  | .633    | .517   | .724 | 3.9    | .8  | .5     | .2   | 9.9  | 11.1 |
| 2013–14 | ريال مدريد لكرة السلة      | 31  | 30  | 20.0  | .459    | .464   | .720 | 2.6    | .8  | .3     | .5   | 5.7  | 6.2  |
| 2014–15 | نادي أولمبياكوس لكرة السلة | 27  | 26  | 15.7  | .387    | .265   | .783 | 1.8    | .5  | .5     | .4   | 4.2  | 3.5  |
| المسيرة |                            | 87  | 85  | 20.6  | .486    | .410   | .750 | 2.7    | .7  | .4     | .5   | 6.5  | 6.7  |

## روابط خارجية
- تريمل داردن على موقع الدوري الأوروبي لكرة السلة (الإنجليزية)
- تريمل داردن على موقع الدوري الإسباني لكرة السلة (الإسبانية)
- تريمل داردن على موقع كرة السلة الأوروبية.كوم (الإنجليزية)
- تريمل داردن على موقع DraftExpress.com (الإنجليزية)
- تريمل داردن على موقع كلية كرة السلة في سبورتس رفرنس.كوم (الإنجليزية)
- تريمل داردن على موقع ريلجم (الإنجليزية)
- تريمل داردن على موقع بروبوليرز (الإنجليزية)
- تريمل داردن على موقع سبورتس رفرنس (الإنجليزية)